# アンドリース・トリューニヒト
アンドリース・トリューニヒト（Andries Treurnicht、1921年2月19日 - 1993年4月22日）は、南アフリカ共和国の政治家。アフリカーナー。アパルトヘイトの維持と強化を唱え、保守党を結党して白人右派のリーダーとなった。

## 生涯
トリューニヒトは1921年2月19日、南アフリカ・ケープ州（現在の西ケープ州）のピケットバーグにて生まれた。ステレンボッシュ大学に進学し神学を学んだ後、ケープタウン大学において政治哲学の博士号を取った。その後オランダ改革派教会の聖職者となり、14年間務めた。
1971年の国会選挙で、トリューニヒトはトランスヴァール州のウォーターバーグから国民党の候補として立候補し当選。国会議員となった。1976年には文部副大臣となり、すべての学生がアフリカーンス語を学ぶよう決定し、ソウェト蜂起の引き金を引いた。1978年にはトランスヴァール州の国民党代表となり、1979年には中央政府の大臣に就任した。
1982年3月20日、ピーター・ウィレム・ボータ政権の人種別三院制議会の設置を中心とするアパルトヘイト緩和策に反対して国民党を離党し、保守党を結党した。保守党はアパルトヘイトがもっとも厳格だったヘンドリック・フルウールト政権時の政策に戻る事を基本政策とし、主に白人右派から強い支持を得た。1987年の選挙では、世界の反アパルトヘイトの潮流に反発した白人有権者たちが保守党を支持し、26%の得票で23議席を得て、反アパルトヘイト政党である進歩連邦党を押さえて野党第1党に躍進した。
フレデリック・ウィレム・デクラーク政権下となり、アパルトヘイト廃止の流れが進みだした1992年、トリューニヒトは白人を対象とした、アパルトヘイトに対する国民投票において改革を主導するデクラークと対決し、アパルトヘイトの維持を訴えたが、投票結果は68.7%が改革支持であり、トリューニヒトは敗れ去った。彼はその後も民主化プロセスに異議を唱え続け、保守党の非人種選挙への不参加を宣言した。
トリューニヒトは1993年4月22日、ケープタウンにて死去した。保守党は1994年の全人種総選挙をボイコットした結果議席を失い、2004年に「自由戦線プラスに合流する形で消滅した。

## 評価
大衆文化においてトリューニヒトはしばしば悪名高いアパルトヘイト時代における南アフリカの権威主義、共和主義、人種主義の化身であるかの様に見られていた。
いずれにせよ、現在の南アフリカ国民の間では負の産物と見做されている。